# كوم سعدة
قرية كوم سعدة هي إحدى القرى التابعة لمركز البداري في محافظة أسيوط في جمهورية مصر العربية. حسب إحصاءات سنة 2006، بلغ إجمالي السكان في كوم سعدة 2411 نسمة، منهم 1211 رجل و1200 امرأة.